# 结构基因力学
结构基因力学（英語：mechanics of structure genome， MSG）是一种针对各点异质各向异性结构,例如复合材料结构，的多尺度本构模拟方法。该方法将材料的微观结构与工程结构的宏观力学行为联系在一起，因而可以直接用于具有复杂微观结构的梁，板壳和三维实体结构的分析中。结构基因力学建立在变分渐近法的基础上，通过最小化各点异质各向异性结构与均质化后结构之间的信息损失来保证结果的精度。结构基因是该方法的一个重要概念，其包含了原结构的最少所有的必要本构信息，因此，结构基因力学在一些情况下可以通过低维结构（一维或二维）预测复合材料结构的三维力学行为，因此具有较高的计算效率。

## 三维实体，板壳以及梁模型
结构基因力学中的实体模型可以看作一种用来求解各点异质各向异性材料和结构，例如复合材料，的等效特性的通用微观力学模型。根据原结构的具体特点，其等效特性可以通过一维，二维或三维结构基因求解，该模型已成功应用在求解一些复杂微观结构及边界条件的新型材料的等效性质中。结构基因力学中还包涵了板壳和梁模型，板桥模型可以用于较薄的结构，而梁模型可以用于细长的结构。对于板壳模型，结构基因根据具体情况可以是一维，二维或者三维，而对于梁模型，结构基因只能是二维或者三维。

## 多尺度分析
基于结构基因力学的多尺度结构分析将原复杂结构的分析分解为三步。首先，根据原结构的特点选取合适的微观结构基因，进而进行均质化分析求解等效本构信息。然后，根据等效本构信息定义宏观均质结构的力学性质，再根据具体的荷载及边界条件进行结构分析。最后，根据宏观结构的结构响应，进行本构模拟中的局部化分析求解微观结构基因内的应力应变场。运用该方法，复杂复合结构的宏观响应与微观应力应变场均可以很好的预测。

## 其他应用
除了分析各点异质各向异性结构的基本力学行为外，结构基因力学还用来分析结构的粘弹性，热导性等其他问题。